# Cadaverina
La cadaverina, nombre común de la 1,5-pentanodiamina o 1,5-diaminopentano, es una diamina de fórmula molecular C5H14N2.
Esta amina fue aislada por vez primera en 1885 por el médico Ludwig Brieger.

## Propiedades físicas y químicas
La cadaverina es un líquido incoloro o de color almibarado, fumante, que desprende un olor fétido muy desagradable.
Tiene un punto de ebullición de 179 °C mientras que su punto de fusión es de 9 °C.
Alcanza el punto de inflamabilidad —temperatura mínima a la que los vapores de un fluido se inflaman en presencia de una fuente de ignición— a 62 °C.
Posee una densidad inferior a la del agua (ρ = 0,873 g/cm³) pero mayor que la de pentanaminas como la 1-pentanamina o la 3-pentanamina.
Es un compuesto soluble en agua, etanol y solo ligeramente soluble en éter etílico.
El valor del logaritmo de su coeficiente de reparto, logP = -0,16, indica que es algo más soluble en disolventes hidrófilos que en disolventes hidrófobos.
La cadaverina es un compuesto estable. Dado su marcado carácter básico (pKa1 = 10,25 / pKa2 = 9,13), es incompatible con cloruros de acilo, ácidos, anhídridos de ácido así como con agentes oxidantes fuertes.
Cuando se calienta hasta su descomposición emite humos muy tóxicos de nitróxidos.

## Producción
La cadaverina es una sustancia biogénica que se genera en la descomposición del aminoácido lisina. Se forma por descarboxilación de la lisina, reacción catalizada por la enzima lisina descarboxilasa (LDC):
La cadaverina se encuentra principalmente en la materia orgánica muerta, siendo responsable en parte del fuerte olor a putrefacción.
No obstante, esta amina no está relacionada exclusivamente con la descomposición; es también producida por organismos vivos en pequeñas cantidades, siendo parcialmente causante del distintivo olor de la orina y del semen.
En este sentido, se han encontrado niveles elevados de cadaverina en la orina de pacientes con deficiencia en el metabolismo de la lisina.
Asimismo, un estudio publicado en 2007 reveló que el nivel de cadaverina en saliva está directamente relacionado con la halitosis.
El olor asociado habitualmente a la vaginosis bacteriana también se ha vinculado a la presencia de cadaverina y putrescina.
La lisina descarboxilasa, responsable de la producción de cadaverina, ha sido identificada en bacterias, cianobacterias y plantas; no es el caso de hongos y animales, en donde la detección de cadaverina en algún caso se debe a otras rutas metabólicas. La presencia de esta poliamina en plantas es esporádica, siendo mucho menos frecuente que la putrescina, habiendo sido documentada en leguminosas —géneros Pisum, Glycine y Lathyrus, entre otros—, solanáceas, gramíneas —géneros Hordeum y Oryza— y crasuláceas; la soja, la cebada, el arroz y el tomate son plantas que contienen cadaverina.

## Funciones biológicas
La biosíntesis de cadaverina en plantas parece ser una ruta compensatoria para la producción de aminas celulares esenciales cuando la biosíntesis de putrescina está limitada. Esta síntesis compensatoria ha sido también observada en bacterias, si bien en estos organismos se han detectado además aminas poco frecuentes relacionadas con la cadaverina, como la aminopropilcadaverina; ello sugiere la existencia de un sistema de biosíntesis para la aminopropilación de diaminas y triamina que admite un amplio de abanico de sustratos.
También ha sido estudiada la función que tiene la cadaverina en bacterias, formando enlaces covalentes con el peptidoglucano. Se piensa que la cadaverina así enlazada juega un importante papel a la hora de mantener la integridad de la superficie celular; estudios realizados con Selenomonas ruminantium pusieron de manifiesto que la carencia de cadaverina conlleva una inhibición del crecimiento, un drástico cambio morfológico de la superficie celular y un desprendimiento de la membrana exterior.

## Presencia en alimentos
La cadaverina, al igual que el resto de las aminas biogénicas, se encuentra presente en muchos alimentos, pero tiene especial significancia en aquellos que contienen niveles altos de aminoácidos libres y un elevado número de bacterias productoras de descarboxilasa.
Entre estos, destacan los derivados de pescado, el queso, la carne, el vino y la cerveza, y los alimentos fermentados como el chucrut. Así, el contenido de cadaverina tiende a aumentar en los tejidos del pescado recién capturado, sobre todo en condiciones de elevadas temperaturas, hasta el punto de que niveles muy elevados implican que el producto tenga que ser desechado.
Un nivel alto de cadaverina en los alimentos puede conllevar riesgos para la salud, ya que puede potenciar los efectos de la histamina —cuya presencia ha sido asociada a envenenamiento por ciertos pescados— si se ingiere simultáneamente con ella. En alimentos ricos en proteínas, altas concentraciones de cadaverina (y putrescina) son indicativos de deficiencias higiénicas en la cadena alimentaria. A pesar de que ambas diaminas son generadas de forma natural por el organismo humano, también pueden ser precursoras de nitrosaminas carcinogénicas en productos cárnicos.
La concentración de esta substancia se incrementa con el paso del tiempo y se acelera cuando los productos cárnicos frescos se dejan a la intemperie, especialmente si el clima es muy caliente y húmedo. De allí se deriva el característico "olor a podrido".

## Síntesis y usos
Este compuesto químico se puede sintetizar a partir de la lisina —véase más arriba— utilizando como catalizador 2-ciclohexen-1-ona.
Otra ruta de síntesis consiste en tratar 1,5-dihaluropentano con la sal sódica de trifluoroacetamida para obtener di-trifluoroacetil-1,5-pentanodiamina, que luego o bien es hidrolizada con un álcali o bien reducida con borohidruro de sodio:

A su vez, la cadaverina sirve para la elaboración de aminas más complejas como N',N'-dimetilpentano,1-5-diamina, 1-piperideína y aminopropildiaminopentano.
En cuanto a su uso, la cadaverina se emplea como intermediario en la producción de polímeros como poliamidas, poliuretanos y nailon. Este último es uno de los polímeros más utilizados, teniendo la cadaverina el potencial de sustituir a la hexametilendiamina en la fabricación de varios tipos de nailon; el nailon-5,10 fabricado a partir de la cadaverina es más ligero, tiene una menor absorción de agua y muestra mejores propiedades visuales que su homólogo nailon-6.
Entre otras aplicaciones de esta diamina, cabe señalar su uso tópico en la piel, como inhibidor de la transglutaminasa para tratar irritaciones e inflamaciones cutáneas, o en composiciones cosméticas para combatir los efectos del envejecimiento por la edad. También se ha estudiado el empleo de la cadaverina en materiales hemostáticos (cuyo fin es detener procesos hemorrágicos) que comprenden dos componentes reticulables y al menos un formador de hidrogel.
Muy distinto es su posible utilización en la fabricación de pelotas de golf con capas diferenciadas, dotadas de un tacto más suave y un giro más rápido.

## Precauciones
La cadaverina es tóxica en dosis elevadas. Produce irritación en la piel y es una sustancia nociva si se ingiere, inhala o absorbe por la piel. Puede causar quemaduras, siendo sumamente destructiva para las membranas mucosas.